# Andorrà Open 2023
L'Andorrà Open 2023, conosciuto come Creand Andorrà Open per motivi di sponsorizzazione, è stato un torneo femminile di tennis giocato sul cemento indoor. È la 2ª edizione del torneo, facente parte della categoria WTA 125 nell'ambito del WTA Challenger Tour 2023. Si è giocato al Poliesportiu d'Andorra di Andorra la Vella in Andorra dal 27 novembre al 3 dicembre 2023.

## Partecipanti al singolare

### Teste di serie
| Nazionalità       | Giocatrice            | Ranking* | Testa di serie |
| ----------------- | --------------------- | -------- | -------------- |
| Spagna            | Cristina Bucșa        | 83       | 1              |
| Danimarca         | Clara Tauson          | 85       | 2              |
| Francia           | Océane Dodin          | 93       | 3              |
| Ucraina           | Dajana Jastrems'ka    | 105      | 4              |
| Svezia (bandiera) | Rebecca Peterson      | 108      | 5              |
| Spagna            | Marina Bassols Ribera | 112      | 6              |
| Germania          | Anna-Lena Friedsam    | 113      | 7              |
| Francia           | Alizé Cornet          | 118      | 8              |

* Ranking al 20 novembre 2023.

### Altre partecipanti
Le seguenti giocatrici hanno ricevuto una wild card per il tabellone principale:
- Alina Čaraeva
- Sarah Iliev
- Ella Seidel
- Anastasija Sevastova

La seguente giocatrice è entrata in tabellone con il ranking protetto:
- Patricia Maria Țig

La seguente giocatrice è subentrata in tabellone come alternate:
- Ekaterina Rejngol'd

### Ritiri
Prima del torneo
- Bai Zhuoxuan → sostituita da  Berfu Cengiz
- Kateryna Baindl → sostituita da  Ekaterina Makarova
- Mirjam Björklund → sostituita da  Heather Watson
- Aliona Bolsova → sostituita da  Ekaterina Rejngol'd
- Clara Burel → sostituita da  Elsa Jacquemot
- Jodie Burrage → sostituita da  Elvina Kalieva
- Jaqueline Cristian → sostituita da  Katarzyna Kawa
- Dalma Gálfi → sostituita da  Tímea Babos
- Ann Li → sostituita da  Zeynep Sönmez
- Valerija Savinych → sostituita da  Irene Burillo Escorihuela
- Lucrezia Stefanini → sostituita da  Victoria Jiménez Kasintseva
- Sachia Vickery → sostituita da  Noma Noha Akugue

## Partecipanti al doppio

### Teste di serie
| Nazione  | Giocatrice     | Nazione     | Giocatrice        | Rank1 | Seed |
| -------- | -------------- | ----------- | ----------------- | ----- | ---- |
| Spagna   | Cristina Bucșa |             | Aleksandra Panova | 125   | 1    |
| Ungheria | Tímea Babos    | Regno Unito | Heather Watson    | 150   | 2    |

* Ranking al 20 novembre 2023.

### Altre partecipanti
La seguente coppia di giocatrici ha ricevuto una wild card per il tabellone principale:
- Alina Čaraeva /  Victoria Jiménez Kasintseva

## Campionesse

### Singolare
Marina Bassols Ribera ha sconfitto in finale  Ėrika Andreeva con il punteggio di 7-5, 7-6(3).

### Doppio
Ėrika Andreeva /  Céline Naef hanno sconfitto in finale  Tímea Babos /  Heather Watson con il punteggio di 6-2, 6-1.